# Lône

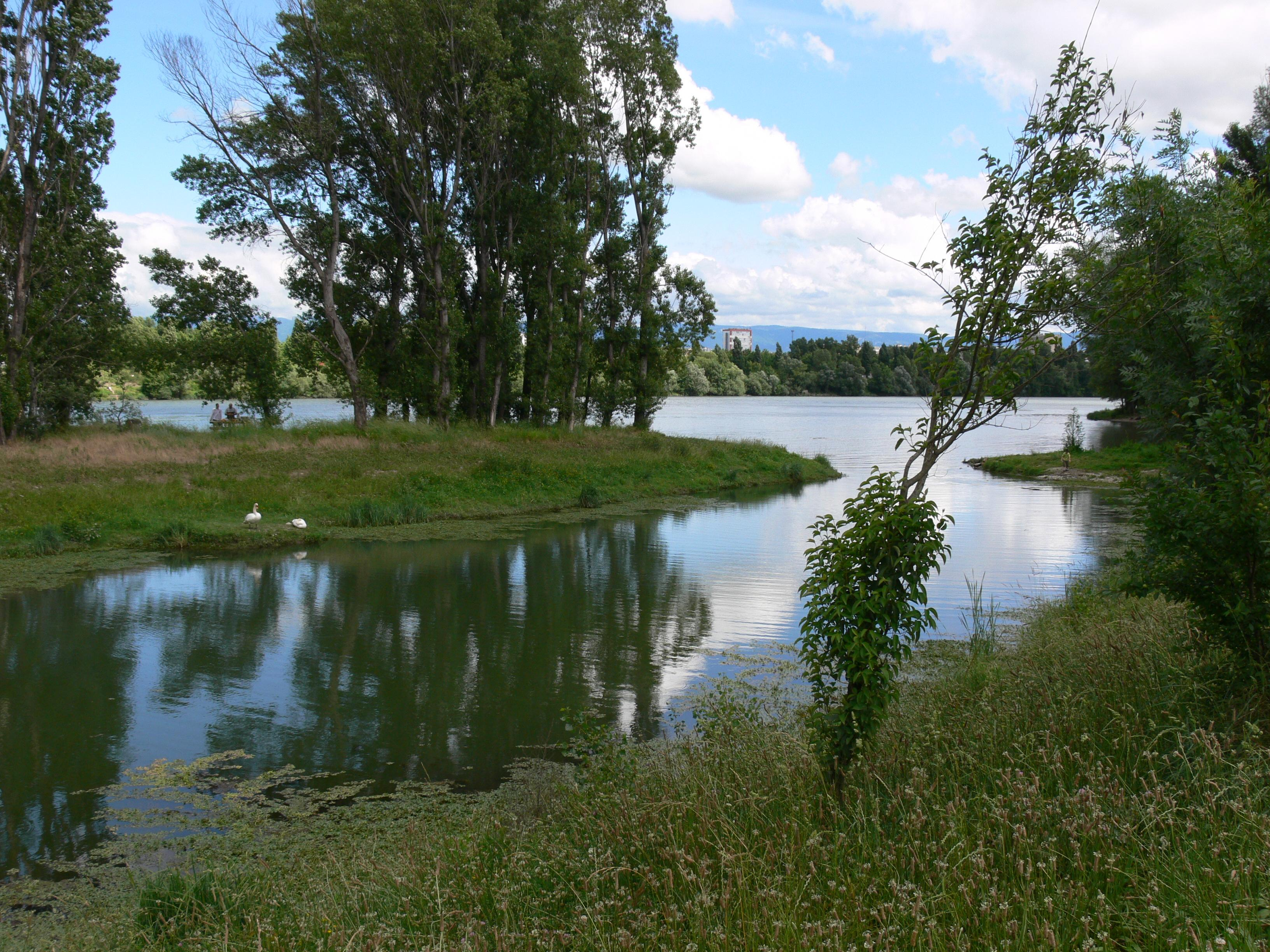
Eine Lône bei Guilherand-Granges

Als Lône bezeichnet man heute in Frankreich einen Altflussarm, obwohl der Begriff ursprünglich nur für die Altflussarme der Rhône gedacht war. Die Wasserversorgung erfolgt dabei entweder durch das Sickerwasser (Grundwasser) oder durch eine Verbindung zum Fluss, die bei Hochwasser für Wasserzufuhr sorgt. Der Wasserarm kann dabei seine Tiefe und Gestalt je nach der Stärke der Strömung oder/und der Menge der Zufuhr von Sedimenten ändern.
Das französische Wort lône leitet sich aus dem Frankoprovenzalischen lona ab, das wiederum vom Germanischen lûhno kommt. Der Ausdruck wurde ursprünglich nur für die Altarme der Rhône gebraucht, dann aber auch für andere Flüsse übernommen.
Die innerhalb des Altwasserarms gebildeten Inseln, die immer wieder überschwemmt und neu geformt werden, nennt man broteau (In Lyon wird das Wort mit zwei t geschrieben und ist der Name eines Viertels, Les Brotteaux, vom francoprovenzalisch broteu, in Lyon [bro'tjo] gesprochen.). Die Vorgines (vom Frankoprovenzalische vorzina, das vom Gallischen vorgia, Weide, abgeleitet ist.) bezeichnen den Ort, wo die vorge (Weide) wächst, die für die Lônes und broteau charakteristische Vegetation.

## Flussläufe mit Lônes
Le Rhône: Es sind mehr als 250 Lônes bekannt. Sie tragen neben der Bezeichnung Lône noch einen Namen (la lône A*, la lône Z* etc.)
L’Isère: Lône von Francin, Lône von Pontcharra, Bois Français
Weitere Beispiele: La lône du Breuil sur la Saône, Le Val de Saône – îles et lônes de Belleville et de Taponas, La lône d’Aramon.

## Bemerkenswerte Ökosysteme
Die Lône mit ihren stehenden Gewässern haben ein reiches Ökosystem und stehen daher oft unter Schutz. Unter den besonders geschützten Gebieten gibt es zahlreiche, die einem besonderen (französischen) Biotopschutz unterstehen oder im europäischen Programm Natura 2000 aufgeführt sind.
Auf diesen Gebieten ist eine besondere Artenvielfalt festzustellen: Wälder im Schwemmland, buschige Weiden, eutrophisches Süßwasser, Wasserpflanzen, Röhricht.

## Fauna
In den Altrhonarmen kommen viele Arten vor, die als besondere Beispiele geschützt sind:
- Säugetiere: Europäischer Biber, Otter
- Vogelarten: Eisvogel, Zwergdommel, Schwarzmilan
- Fledermäuse: Großes Mausohr, Langflügelfledermaus, Bechsteinfledermaus
- Insekten: Helm-Azurjungfer

## Einfluss der Menschen
Die Altarme wurden früher verfüllt oder trockengelegt. Sie sind der Flussbegradigung am Ende des 19. Jh. durch das Ministère des Travaux publics (Kanalisation Girardon) zum Opfer gefallen, die dann im 20. Jh. nach den Erlassen von 1938 und 1976 von der Compagnie nationale du Rhône fortgesetzt wurde. Auf mehreren Abschnitten der Rhône haben Stauwerke und Kanäle (mit Schleusen) die Fließgeschwindigkeit verringert, wodurch der Austausch der Sedimente behindert ist. Als Konsequenz ergibt sich, dass die Lône sich heute kaum noch verändern (können); durch die Senkung des Wasserspiegels in den Kanälen sind sie vom Hauptbett des Flusses abgeschnitten.

## Erhaltungsmaßnahmen
Seit 1995 wird ein Großteil des Gewinns aus der Stromproduktion der Flusskraftwerke zur Renaturierung der Lône eingesetzt. Diese Projekte werden auch von der (Trink-)Wasserbehörde unterstützt, die einen entsprechenden „Wasserpfennig“ erhebt.
Die Maßnahmen sind vor allem darauf gerichtet, die Lône wieder an den Fluss anzubinden und die Rückbildung ihrer komplexen und verschiedenartigen Morphologie zu erreichen. So sind verschiedene Abschnitte gebildet worden: Abschnitte mit schneller Fließgeschwindigkeit aber geringer Tiefe; Abschnitte mit mehr Tiefe und geringer Fließgeschwindigkeit; Geröllinseln. Mit dieser verschiedenartigen Gestaltung will man sicherstellen, dass die verschiedenen Wasserlebewesen die jeweilig für sie passende Umgebung finden.
Die Eingriffe sollen auch sicherstellen, dass die Vegetation im und am Wasser erhalten bleibt. Man versucht dabei, Invasionspflanzen zu vermeiden (Japanischer Staudenknöterich, Gewöhnliche Robinie, Traubenkräuter).